# Station Buzenol
Station Buzenol was een spoorwegstation langs de spoorlijn spoorlijn 155 in Buzenol, een deelgemeente van de gemeente Étalle.
0,0: Marbehan ·
3,1: Villers-sur-Semois ·
6,1: Sainte-Marie ·
11,4: Croix-Rouge ·
13,5: Buzenol ·
19,5: Ethe ·
21,2: Belmont ·
22,6: Pierrard-École ·
23,9: Virton-Ville ·
25,5: Virton ·
27,5: Dampicourt ·
31,2: Lamorteau